# Friedersdorf (Vierlinden)
Friedersdorf ist ein Ortsteil der Gemeinde Vierlinden im brandenburgischen Landkreis Märkisch-Oderland. Der Ortsteil besteht heute aus den bewohnten Gemeindeteilen Friedersdorf und dem ehemaligen Vorwerk Ludwigslust.

## Geographische Lage
Der Ort liegt an der Bundesstraße 167 südlich von Seelow.

## Geschichte
Die erste urkundliche Erwähnung des Ortes stammt aus einem Testament im Jahr 1323. Das Dorf hieß damals fredrichstorp, was Dorf des Frederik bedeutet. Der Name wechselte mehrfach, so 1460 Frederichstorff und ab 1752 Fredersdorf oder Friedersdorf. Von 1480 bis 1655 war der Ort zu verschiedenen Anteilen im Besitz derer von Pfuel. Die Familie von Schapelow war ab 1441 Lehnsherr des Gutes. 1529 ging dieses aus Ermangelung eines Erben an Melchior von Pfuel († 1541). Nach dessen Tod erbte erst sein ältester Sohn Georg († 1559), und dann dessen Söhne Nickel und Valtin jeweils die Hälfte von Friedersdorf. 1652 mussten deren Nachkommen von Generalleutnant Joachim Ernst von Görzke (1611–1682) ein Darlehen aufnehmen, als dessen Pfand das Gut fungierte. Nachdem das Darlehen nicht getilgt wurde, blieb das Gut im Besitz der Familie von Görzke. Durch Heirat ging die Ortschaft 1682 an Hans Georg von der Marwitz. Damit begann die Verbindung Friedersdorfs zu einer der ältesten Familien der Mark Brandenburg. Die Familie von der Marwitz blieb bis Ende des Zweiten Weltkrieges Besitzer des Gutes und wurde 1945 im Rahmen der Bodenreform in der Sowjetischen Besatzungszone enteignet.

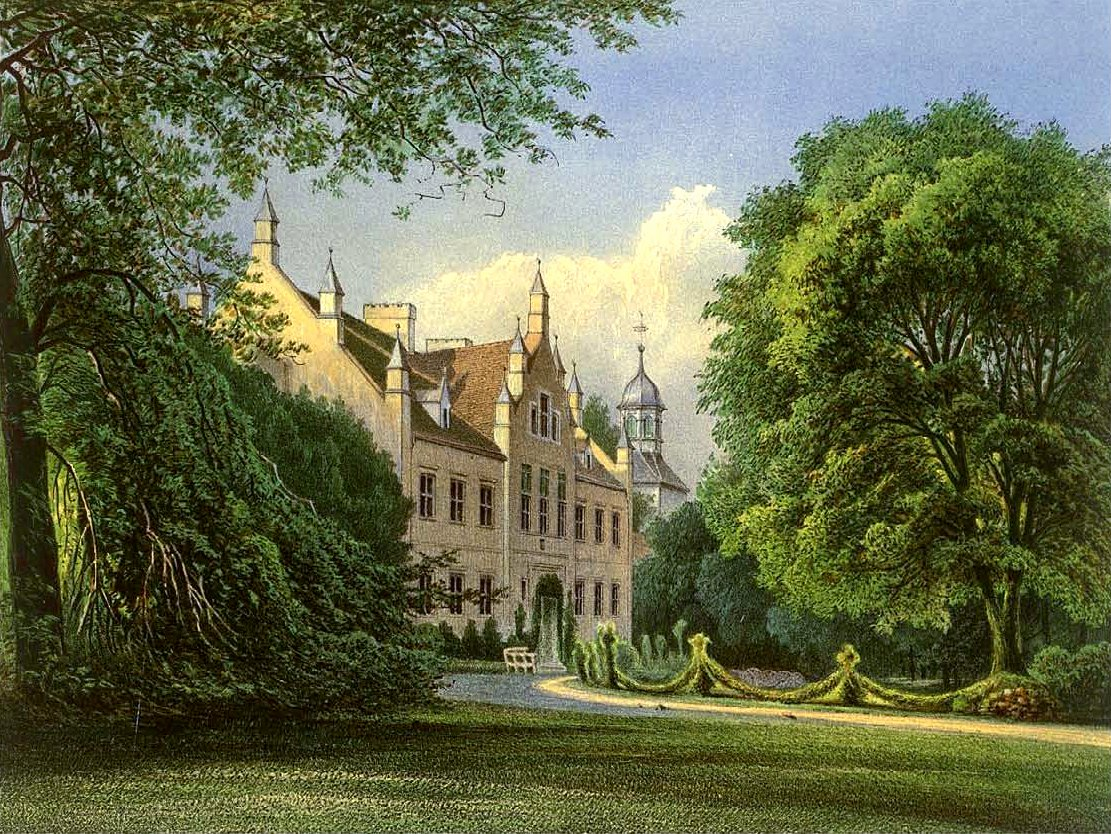
Schloss Friedersdorf um 1857/58, Sammlung Alexander Duncker

Das Schloss wurde um 1700 erbaut und im 19. Jahrhundert von Karl Friedrich Schinkel neugotisch überformt; auch die doppelläufige barocke Treppe und andere Innenausstattungen ersetzte er im Zeitgeschmack. Die von ihm eingebaute Bibliothek blieb bis 1956 unverändert erhalten. Einige Stuckdecken mit barocken Fresken ließ er unberührt. Fontane hat in seinen Wanderungen durch die Mark Brandenburg über Schloss und Familie geschrieben. Sein dort enthaltener Aufsatz über das Brüderpaar Friedrich August Ludwig von der Marwitz und Alexander von der Marwitz beschwört den „alten preußischen Geist“. Fontane inspirierten auch die Epitaphien der Familie in der Dorfkirche Friedersdorf, «das Sans pareil unter den märkischen Kirchen», und er verhalf der Grabinschrift für Friedrich August Ludwig von der Marwitz zu großem Ruhm: „… wählte Ungnade wo Gehorsam nicht Ehre brachte“. Sie wurde später zur heimlichen Losung für den Widerstand gegen den Nationalsozialismus. Durch die Marwitze und Fontane wurde Friedersdorf zur „geweihten Domäne dessen, was wir im höchsten Sinne unter «preußisch» zu verstehen haben … Das Schöne an Friedersdorf ist, daß die Kette nicht abgerissen ist. Wer ahnungslos durch Friedersdorf fährt, sieht eine reizlose Landschaft, ein Gutsdorf, wie es deren viele gibt. Aber was für ein geistiger Reichtum, wenn man eindringt!“ (Udo von Alvensleben, 1935). Alvensleben, selbst Gutsherr auf altererbten Besitz in der Altmark, besuchte damals mit Carl Bodo Gottfried von der Marwitz-Friedersdorf (1893–1982), Erbe seines verstorbenen Bruders Bernhard von der Marwitz, einen der wohl mit Abstand einflussreichsten Grundbesitzer in Brandenburg. Marwitz durchlief die klassische Vita eines Gutsbesitzers, wurde nach dem Abitur dann Offizier, besaß mit Groß Kreutz-Hackenhausen noch Güter westlich von Potsdam und hatte viele Ehrenämter inne. Er war lange im Johanniterorden aktiv, unter anderem als Ehrenkommendator, Werkmeister und seit 1939 als Kanzler.
1956 wurde das Schloss, das den Zweiten Weltkrieg fast unbeschädigt überstanden hatte, als „Hort der Reaktion“ gesprengt. 1990 kehrte Hans-Georg von der Marwitz (* 1961), ein Enkel des 1945 vertriebenen Besitzers, zurück und begann auf zurückgekauften und gepachteten Flächen mit einem Landwirtschaftsbetrieb. Nebengebäude des abgerissenen Schlosses wurden zum neuen Wohnsitz.
Die ehemalige Gemeinde schloss sich am 26. Oktober 2003 mit den bis dahin selbständigen Gemeinden Diedersdorf, Marxdorf und Worin zur Gemeinde Vierlinden zusammen.
2006 fand zum vierten Mal der Dampfflugtag statt, zu welchem 12.000 Besucher kamen.

### Einwohnerentwicklung
| Jahr          | 1875 | 1890 | 1910 | 1925 | 1933 | 1946 | 1993 | 2000 | 2006 |
| Einwohnerzahl | 407  | 378  | 392  | 459  | 392  | 483  | 266  | 294  | 318  |

## Kultur und Sehenswürdigkeiten

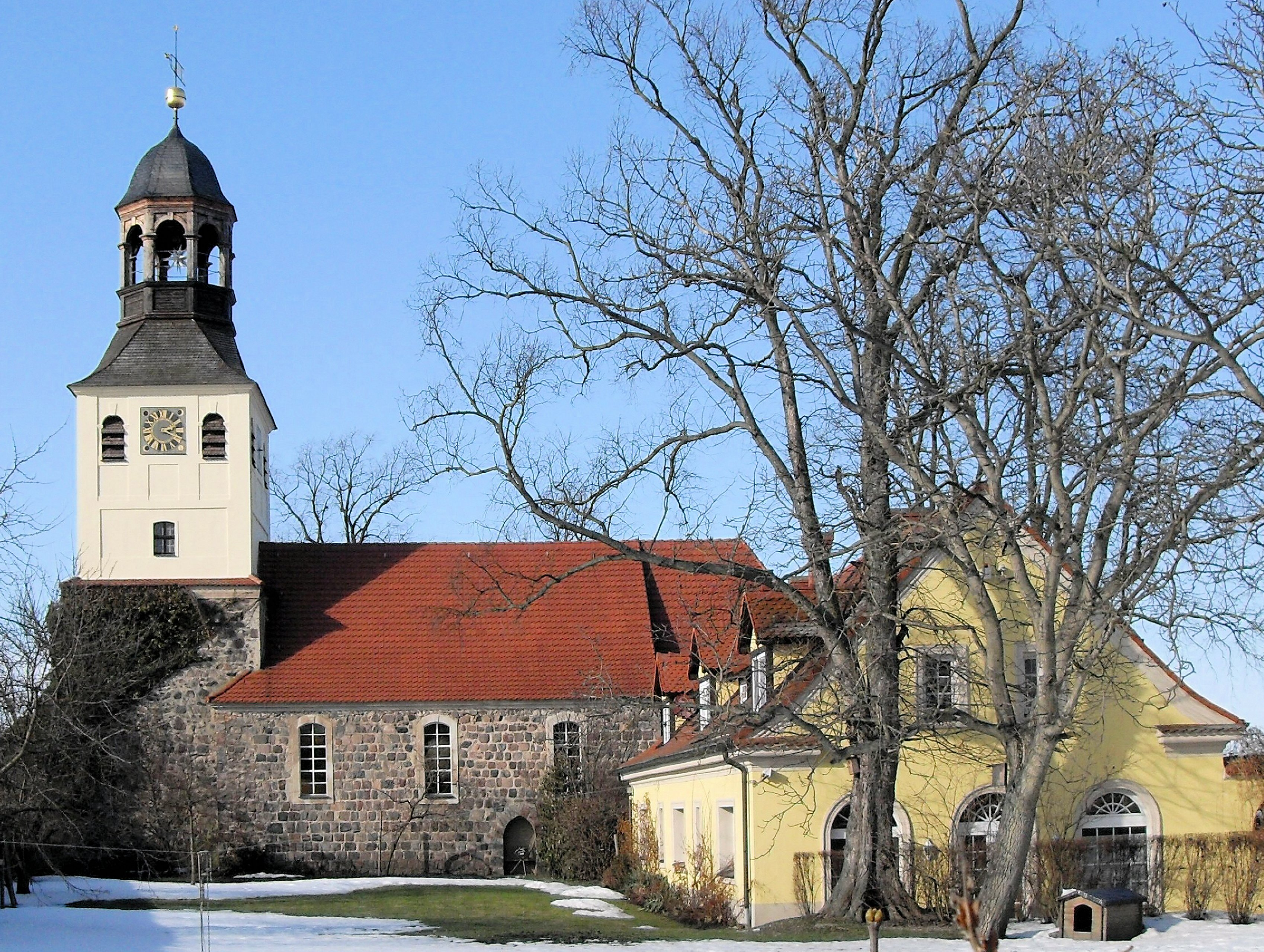
Friedersdorfer Kirche

In der Liste der Baudenkmale in Vierlinden stehen die in der Denkmalliste des Landes Brandenburg eingetragenen Baudenkmale des Ortes Friedersdorf. Dazu gehören:
- die Dorfkirche in Friedersdorf
- der zu einem Kunstspeicher[14] umgebaute Getreidespeicher
- das alte Inspektorenhaus des ehemaligen Vorwerks Ludwigslust